# Primera divisió espanyola de futbol 1935-1936
La temporada 1935-36 de La Liga, fou la 8a edició de la Primera divisió espanyola de futbol.

## Equips participants
| Club             | Ciutat    | Estadi           |
| ---------------- | --------- | ---------------- |
| Arenas           | Getxo     | Ibaiondo         |
| Athletic Bilbao  | Bilbao    | San Mamés        |
| Athletic Madrid  | Madrid    | Metropolitano    |
| Barcelona        | Barcelona | Les Corts        |
| Betis            | Sevilla   | Patronato Obrero |
| Espanyol         | Barcelona | Sarrià           |
| Hèrcules         | Alacant   | Bardín           |
| Madrid           | Madrid    | Chamartín        |
| Osasuna          | Pamplona  | San Juan         |
| Oviedo           | Oviedo    | Buenavista       |
| Racing Santander | Santander | El Sardinero     |
| Sevilla          | Sevilla   | Nervión          |
| València         | València  | Mestalla         |

## Classificació final
| Pos | Equip               | PJ | PG | PE | PP | GF | GC | DG  | Pts | Descens             |
| --- | ------------------- | -- | -- | -- | -- | -- | -- | --- | --- | ------------------- |
| 1   | Athletic Bilbao (C) | 22 | 14 | 3  | 5  | 59 | 33 | +26 | 31  | Campió              |
| 2   | Madrid              | 22 | 13 | 3  | 6  | 62 | 35 | +27 | 29  |                     |
| 3   | Oviedo              | 22 | 12 | 4  | 6  | 63 | 47 | +16 | 28  |                     |
| 4   | Racing Santander    | 22 | 13 | 1  | 8  | 58 | 46 | +12 | 27  |                     |
| 5   | Barcelona           | 22 | 11 | 2  | 9  | 39 | 32 | +7  | 24  |                     |
| 6   | Hèrcules            | 22 | 11 | 2  | 9  | 37 | 41 | −4  | 24  |                     |
| 7   | Betis               | 22 | 9  | 2  | 11 | 31 | 46 | −15 | 20  |                     |
| 8   | València            | 22 | 7  | 5  | 10 | 36 | 42 | −6  | 19  |                     |
| 9   | Sevilla             | 22 | 8  | 1  | 13 | 36 | 53 | −17 | 17  |                     |
| 10  | Espanyol            | 22 | 6  | 4  | 12 | 27 | 48 | −21 | 16  |                     |
| 11  | Athletic Madrid (O) | 22 | 6  | 3  | 13 | 34 | 50 | −16 | 15  | Promoció de descens |
| 12  | Osasuna (R)         | 22 | 7  | 0  | 15 | 46 | 55 | −9  | 14  | Descens             |

## Resultats
| Casa \ Fora      | ATH | ATM | BAR | BET | ESP | HER | MAD | OSA | OVI | RAC | SEV | VAL |
| ---------------- | --- | --- | --- | --- | --- | --- | --- | --- | --- | --- | --- | --- |
| Athletic Bilbao  | —   | 3–1 | 5–2 | 7–0 | 5–2 | 5–3 | 1–0 | 2–0 | 4–2 | 6–1 | 4–1 | 3–2 |
| Athletic Madrid  | 1–2 | —   | 0–3 | 5–0 | 3–2 | 1–2 | 2–3 | 2–0 | 3–0 | 1–0 | 2–3 | 2–2 |
| Barcelona        | 2–0 | 5–1 | —   | 1–0 | 2–0 | 1–0 | 0–3 | 5–0 | 5–2 | 2–3 | 4–1 | 0–0 |
| Betis            | 1–2 | 3–0 | 2–0 | —   | 3–0 | 1–1 | 1–1 | 5–1 | 1–2 | 3–1 | 1–0 | 3–0 |
| Español          | 2–0 | 2–3 | 1–0 | 3–0 | —   | 3–2 | 3–0 | 3–0 | 1–5 | 1–1 | 6–1 | 3–2 |
| Hércules         | 1–0 | 2–1 | 2–2 | 3–0 | 2–1 | —   | 0–1 | 1–0 | 1–0 | 4–1 | 2–1 | 2–0 |
| Madrid           | 2–2 | 3–1 | 3–0 | 5–1 | 6–0 | 5–1 | —   | 6–2 | 5–4 | 2–4 | 3–3 | 4–1 |
| Osasuna          | 4–1 | 4–0 | 0–1 | 6–0 | 6–1 | 3–0 | 1–4 | —   | 4–5 | 3–1 | 6–3 | 2–3 |
| Oviedo           | 3–3 | 4–1 | 2–1 | 2–3 | 5–2 | 5–2 | 1–0 | 5–2 | —   | 4–2 | 0–0 | 4–3 |
| Racing Santander | 2–1 | 5–2 | 4–0 | 5–1 | 4–0 | 4–2 | 4–3 | 3–1 | 2–6 | —   | 3–0 | 6–2 |
| Sevilla          | 0–2 | 1–1 | 2–1 | 1–0 | 2–0 | 1–2 | 2–1 | 2–0 | 1–1 | 1–2 | —   | 1–2 |
| Valencia         | 1–1 | 1–1 | 1–2 | 0–2 | 1–0 | 5–2 | 1–2 | 2–1 | 1–1 | 1–0 | 5–0 | —   |

### Promoció
| Equip 1         | Marcador | Equip 2 |
| --------------- | -------- | ------- |
| Athletic Madrid | 3–1      | Osasuna |

### Resultats finals
- Campió de la Lliga: Athletic de Bilbao
- Descensos: Club Atlético Osasuna, Oviedo FC
- Ascensos: Club Celta, Zaragoza

## Màxims golejadors
| Posició | Jugador          | Equip            | Gols |
| ------- | ---------------- | ---------------- | ---- |
| 1       | Isidro Lángara   | Oviedo           | 28   |
| 2       | Bata             | Athletic Bilbao  | 21   |
| 3       | Ildefonso Sañudo | Madrid           | 20   |
| 3       | Julián Vergara   | Osasuna          | 20   |
| 5       | Antonio Chas     | Racing Santander | 15   |
| 6       | Josep Escolà     | Barcelona        | 13   |
| 6       | Herrerita        | Oviedo           | 13   |
| 6       | Milucho          | Racing Santander | 13   |
| 9       | Emilio Blázquez  | Hèrcules         | 12   |

## Porter menys golejat
| Posició | Jugador                 | Equip              | Gols                  |
| ------- | ----------------------- | ------------------ | --------------------- |
| 1       | Gregorio Blasco Sánchez | Athletic de Bilbao | 30 gols en 21 partits |